# Minzhong
Minzhong (kinesiska: 民众) är ett stadsdelsdistrikt i sydöstra Kina. Det ligger i staden Zhongshan i provinsen Guangdong, omkring 61 kilometer söder om provinshuvudstaden Guangzhou. Antalet invånare är 108 906. Befolkningen består av 51 716 kvinnor och 57 190 män. Barn under 15 år utgör 13,0 %, vuxna 15-64 år 80 %, och äldre över 65 år 6,0 %.